# 赖勤
赖勤（1905年12月5日—1945年6月9日），又称赖懃、赖静波，江西泰和库头村人，八路军将领。
早年考入上海南洋医科大学，后加入中国工农红军，任江西红军独立2团政治处宣传科科长。后担任红一方面军野战司令部供给处处、红一方面军供给部军需处处长。抗日战争期间，担任八路军129师供给部政治委、冀南军区后勤部部长、冀南银行总行长等，负责后勤供给。1945年病逝。